# 门楼水库
门楼水库是位于中华人民共和国山东省烟台市福山区门楼镇的一座大型水库，地处大沽夹河的西支流-内夹河下游，是烟台市主要的城市供水水源地。最初建库时，其功能主要以防洪灌溉为主，自1982年起逐渐转变为以供应市区用水为主，同时兼顾农灌。
水库控制的流域面积为1079平方公里，覆盖了该市9个乡镇和城区。总库容为2.44亿立方米。每天向市区供水量达105立方米，市区70%以上的工业生产和居民生活用水都来自该水库。